# Nationalratswahlkreis Bern
Der Nationalratswahlkreis Bern ist ein Wahlkreis bei Wahlen in den Schweizer Nationalrat. Er umfasst den gesamten Kanton Bern und besteht seit 1919.

## Entstehung und Wahlverfahren
Der Nationalratswahlkreis Bern entstand 1919 durch die Zusammenlegung der sieben Majorz-Wahlkreise Bern-Emmental, Bern-Mittelland, Bern-Oberaargau, Bern-Oberland, Bern-Seeland, Bern-Nordjura und Bern-Südjura. Es wird das Proporzwahlrecht angewendet, bei der die Sitze im Verhältnis zu allen abgegebenen Stimmen auf die zur Auswahl stehenden Listen verteilt werden.

## Sitzzahl
Aufgrund der Bevölkerungsentwicklung variierte die Anzahl der Sitze, die dem Wahlkreis Bern zur Verfügung standen:
- 1919 bis 1922: 32 Sitze
- 1922 bis 1931: 34 Sitze
- 1931 bis 1943: 31 Sitze
- 1943 bis 1971: 33 Sitze
- 1971 bis 1979: 31 Sitze
- 1979 bis 1995: 29 Sitze
- 1995 bis 2003: 27 Sitze
- 2003 bis 2015: 26 Sitze
- 2015 bis 2019: 25 Sitze
- seit 2019: 24 Sitze

## Nationalräte
- G = Gesamterneuerungswahl
- N = Nachrücker

| Alliance jurassienne (AJU) Bürgerlich-Demokratische Partei (BDP) Auto-Partei (AP), Freiheits-Partei der Schweiz (FPS) Konservative Volkspartei (KVP), Konservativ-Christlichsoziale Volkspartei (KCV), Christlichdemokratische Volkspartei (CVP) Eidgenössisch-Demokratische Union (EDU) Evangelische Volkspartei (EVP) Freisinnig-Demokratische Partei bzw. FDP.Die Liberalen (FDP) Grünliberale Partei (glp) Grünes Bündnis (GB), (Grüne) Freie Liste ([G]FL), Grüne Partei der Schweiz (Grüne) | Grütliverein (Grütli) Jungbauernbewegung (JB) Landesring der Unabhängigen (LdU) Progressive Organisationen der Schweiz (POCH) Republikanische Bewegung (RB) Nationale Aktion (NA), Schweizer Demokraten (SD) Bauern-, Gewerbe- und Bürgerpartei (BGB), Schweizerische Volkspartei (SVP) Sozialdemokratische Partei (SP) |

| Datum      | Wahl | Gewählte | Gewählte | Partei |  |  |
| ---------- | ---- | -------- | --- | ------ |  |  |
| 26.10.1919 | G    |          | Fritz Burren, Jakob Freiburghaus, Gottfried Gnägi, Johann Jakob Hadorn, Walter Hämmerli, Johann Jenny, Fritz Joss, Richard König, Rudolf Minger, Ferdinand Rothpletz, Friedrich Siegenthaler, Friedrich Spichiger, Hans Stähli, Hans Tschumi, Rudolf Weber                  | BGB    |  |  |
| 26.10.1919 | G    |          | Arnold Gottlieb Bühler, Maurice Goetschel, Ernst Otto Graf, Emil Lohner, Théodore Moeckli, Hermann Schüpbach | FDP    |  |  |
| 26.10.1919 | G    |          | August Rikli | Grütli |  |  |
| 26.10.1919 | G    |          | Joseph Choquard | KVP    |  |  |
| 26.10.1919 | G    |          | Hermann Brand, Adolf Bucher, Emil Düby, Achille Grospierre, August Huggler, Ernst Jakob, Gustav Müller, Émile Ryser, Oskar Schneeberger | SP     |  |  |
|            |      |          | |        |  |  |
| 02.02.1920 | N    |          | Robert Grimm | SP     |  |  |
|            |      |          | |        |  |  |
| 07.06.1920 | N    |          | Johann Friedrich Michel | BGB    |  |  |
|            |      |          | |        |  |  |
| 20.09.1920 | N    |          | Oskar Läuffer | SP     |  |  |
|            |      |          | |        |  |  |
| 06.06.1921 | N    |          | Rudolf Baumann | Grütli |  |  |
| 06.06.1921 | N    |          | Ernst Reinhard | SP     |  |  |
|            |      |          | |        |  |  |
| 05.12.1921 | N    |          | Frédéric Schwarz | FDP    |  |  |
|            |      |          | |        |  |  |
| 29.10.1922 | G    |          | Otto Burger, Fritz Burren, Jakob Freiburghaus, Eugène Girod, Gottfried Gnägi, Johann Jakob Hadorn, Alfred Held, Johann Jenny, Fritz Joss, Richard König, Jakob Leuenberger, Rudolf Minger, Johann Nyffeler, Friedrich Siegenthaler, Hans Stähli, Hans Tschumi, Rudolf Weber | BGB    |  |  |
| 29.10.1922 | G    |          | Paul Billieux, Ernst Otto Graf, Emil Lohner, Hermann Schüpbach, Arnold Spychiger | FDP    |  |  |
| 29.10.1922 | G    |          | Joseph Choquard, Xavier Jobin | KVP    |  |  |
| 29.10.1922 | G    |          | Hans Blaser, Peter Bratschi, Robert Bratschi, Adolf Bucher, Robert Grimm, Achille Grospierre, August Huggler, Konrad Ilg, Ernst Reinhard, Oskar Schneeberger | SP     |  |  |
|            |      |          | |        |  |  |
| 21.09.1925 | N    |          | Oskar Läuffer | SP     |  |  |
|            |      |          | |        |  |  |
| 25.10.1925 | G    |          | Fritz Burren, Jakob Freiburghaus, Gottfried Gnägi, Johann Jakob Hadorn, Johann Jenny, Fritz Joss, Richard König, Hans Lanz, Rudolf Minger, Johann Nyffeler, Friedrich Siegenthaler, Hans Stähli, Hans Tschumi, Rudolf Weber                                                 | BGB    |  |  |
| 25.10.1925 | G    |          | Paul Billieux, Ernst Otto Graf, Emil Lohner, Henri-Auguste Sandoz, Hermann Schüpbach, Arnold Spychiger | FDP    |  |  |
| 25.10.1925 | G    |          | Joseph Choquard, Xavier Jobin | KVP    |  |  |
| 25.10.1925 | G    |          | Hans Blaser, Robert Bratschi, Adolf Bucher, Ernest Bütikofer, Robert Grimm, Achille Grospierre, August Huggler, Konrad Ilg, Guido Müller, Ernst Reinhard, Hans Roth, Oskar Schneeberger                                                                                     | SP     |  |  |
|            |      |          | |        |  |  |
| 06.12.1926 | N    |          | Alfred Held | BGB    |  |  |
|            |      |          | |        |  |  |
| 19.09.1927 | N    |          | Jakob Leuenberger | BGB    |  |  |
|            |      |          | |        |  |  |
| 03.03.1928 | N    |          | Peter Balmer | FDP    |  |  |
|            |      |          | |        |  |  |
| 28.10.1928 | G    |          | Germain-Joseph Carnat, Max Gafner, Gottfried Gnägi, Werner Hadorn, Johann Jenny, Fritz Joss, Jakob Leuenberger, Richard König, Rudolf Minger, Hans Müller, Rudolf Schmutz, Friedrich Siegenthaler, Hans Stähli, Hans Tschumi, Rudolf Weber                                  | BGB    |  |  |
| 28.10.1928 | G    |          | Peter Balmer, Paul Billieux, Ernst Otto Graf, Henri-Auguste Sandoz, Hermann Schüpbach, Arnold Spychiger | FDP    |  |  |
| 28.10.1928 | G    |          | Joseph Ceppi, Xavier Jobin | KVP    |  |  |
| 28.10.1928 | G    |          | Robert Bratschi, Robert Grimm, Achille Grospierre, August Huggler, Konrad Ilg, Guido Müller, Hermann Oldani, Hans Roth, Fritz Schmidlin, Oskar Schneeberger, Robert Wagner                                                                                                  | SP     |  |  |
|            |      |          | |        |  |  |
| 18.12.1929 | N    |          | Alfred Held | BGB    |  |  |
|            |      |          | |        |  |  |
| 25.10.1931 | G    |          | Ernst Bürki, Germain-Joseph Carnat, Max Gafner, Gottfried Gnägi, Werner Hadorn, Alfred Held, Johann Jenny, Fritz Joss, Richard König, Hans Müller, Rudolf Schmutz, Friedrich Siegenthaler, Hans Stähli, Hans Tschumi, Rudolf Weber                                          | BGB    |  |  |
| 25.10.1931 | G    |          | Peter Balmer, Ernst Otto Graf, Ernst Reichen, Henri-Auguste Sandoz, Hermann Schüpbach | FDP    |  |  |
| 25.10.1931 | G    |          | Joseph Ceppi | KVP    |  |  |
| 25.10.1931 | G    |          | Robert Bratschi, Robert Grimm, Achille Grospierre, August Huggler, Konrad Ilg, Friedrich Marbach, Guido Müller, Hermann Oldani, Ernst Reinhard, Hans Roth | SP     |  |  |
|            |      |          | |        |  |  |
| 14.12.1933 | N    |          | Fritz Schmidlin | SP     |  |  |
|            |      |          | |        |  |  |
| 13.03.1934 | N    |          | Paul Billieux | FDP    |  |  |
|            |      |          | |        |  |  |
| 04.06.1934 | N    |          | Johann Ueltschi | BGB    |  |  |
|            |      |          | |        |  |  |
| 03.12.1934 | N    |          | Friedrich Flück | SP     |  |  |
|            |      |          | |        |  |  |
| 27.10.1935 | G    |          | Ernst Bürki, Germain-Joseph Carnat, Markus Feldmann, Max Gafner, Hans Gfeller, Gottfried Gnägi, Alfred Held, Hans Hofer, Fritz Joss, Rudolf Schmutz, Hans Stähli | BGB    |  |  |
| 27.10.1935 | G    |          | Paul Billieux, Ernst Otto Graf, Walter Stucki, Fritz von Almen | FDP    |  |  |
| 27.10.1935 | G    |          | Ernst Anliker, Fritz Bigler, Hans Müller | JB     |  |  |
| 27.10.1935 | G    |          | Joseph Ceppi | KVP    |  |  |
| 27.10.1935 | G    |          | Gottlieb Duttweiler | LdU    |  |  |
| 27.10.1935 | G    |          | Robert Bratschi, Samuel Brawand, Robert Grimm, August Huggler, Konrad Ilg, Ernst Jakob, Georges Moeckli, Guido Müller, Ernst Reinhard, Hans Roth, Fritz Schmidlin | SP     |  |  |
|            |      |          | |        |  |  |
| 07.12.1937 | N    |          | Hans Gottfried Müller | FDP    |  |  |
|            |      |          | |        |  |  |
| 20.09.1938 | N    |          | Fritz Giovanoli | SP     |  |  |
|            |      |          | |        |  |  |
| 29.10.1939 | G    |          | Gottlieb Bühler, Ernst Bürki, Markus Feldmann, Max Gafner, Hans Gfeller, Alfred Held, Hans Hofer, Carl Künzi, Rudolf Schmutz, Hans Stähli | BGB    |  |  |
| 29.10.1939 | G    |          | Ernst Bärtschi, Paul Billieux, Hans Gottfried Müller, Arnold Seematter, Fritz von Almen | FDP    |  |  |
| 29.10.1939 | G    |          | Ernst Anliker, Fritz Bigler, Hans Müller | JB     |  |  |
| 29.10.1939 | G    |          | Henry Burrus, Jean Gressot | KVP    |  |  |
| 29.10.1939 | G    |          | Herbert Moos | LdU    |  |  |
| 29.10.1939 | G    |          | Robert Bratschi, Samuel Brawand, Robert Grimm, Konrad Ilg, Guido Müller, Ernst Reinhard, Hans Roth, Fritz Schmidlin, Ernest Vuille, Max Weber | SP     |  |  |
|            |      |          | |        |  |  |
| 25.03.1941 | N    |          | Paul Andres | LdU    |  |  |
| 25.03.1941 | N    |          | Ernst Schmid | BGB    |  |  |
|            |      |          | |        |  |  |
| 21.09.1943 | N    |          | Johann Ueltschi | BGB    |  |  |
|            |      |          | |        |  |  |
| 31.10.1943 | G    |          | Paul Burgdorfer, Ernst Bürki, Markus Feldmann, Hans Gfeller, Alfred Held, Hans Hofer, Ernst Schmid, Rudolf Schmutz, Hans Stähli, Georg Wander, Woldemar Wiedmer | BGB    |  |  |
| 31.10.1943 | G    |          | Ernst Bärtschi, Virgile Moine, Arnold Seematter, Ernst Studer, Fritz von Almen | FDP    |  |  |
| 31.10.1943 | G    |          | Ernst Barben, Hans Müller | JB     |  |  |
| 31.10.1943 | G    |          | Henry Burrus, Jean Gressot | KVP    |  |  |
| 31.10.1943 | G    |          | Robert Bratschi, Samuel Brawand, Eduard Freimüller, Fritz Giovanoli, Émile Giroud, Robert Grimm, Konrad Ilg, Fritz Meyer, Ernst Reinhard, Hans Roth, Alfred Ryter, Fritz Schmidlin, Max Weber                                                                               | SP     |  |  |
|            |      |          | |        |  |  |
| 18.09.1945 | N    |          | Hans Kästli | BGB    |  |  |
| 18.09.1945 | N    |          | Johann Ueltschi | BGB    |  |  |
|            |      |          | |        |  |  |
| 19.03.1946 | N    |          | Werner Meister | BGB    |  |  |
|            |      |          | |        |  |  |
| 07.06.1946 | N    |          | Friedrich Segessenmann | SP     |  |  |
|            |      |          | |        |  |  |
| 26.10.1947 | G    |          | Paul Burgdorfer, Dewet Buri, Ernst Bürki, Markus Feldmann, Hans Gfeller, Hans Hofer, Hans Kästli, Werner Meister, Ernst Schmid, Hans Stähli, Hans Tschumi | BGB    |  |  |
| 26.10.1947 | G    |          | Ernst Bärtschi, Virgile Moine, Arnold Seematter, Ernst Studer | FDP    |  |  |
| 26.10.1947 | G    |          | Jean Gressot, Louis Lovis | KVP    |  |  |
| 26.10.1947 | G    |          | Ernst Aebersold, Robert Bratschi, Albert Fawer, Eduard Freimüller, Karl Geissbühler, Émile Giroud, Robert Grimm, Fritz Grütter, Ernst Jakob, Fritz Meyer, Hans Roth, Fritz Schmidlin, Arthur Steiner, Max Weber                                                             | SP     |  |  |
|            |      |          | |        |  |  |
| 06.12.1948 | N    |          | André Calame | FDP    |  |  |
|            |      |          | |        |  |  |
| 05.06.1950 | N    |          | Walter Stünzi | SP     |  |  |
|            |      |          | |        |  |  |
| 11.09.1950 | N    |          | Alfred Held | BGB    |  |  |
|            |      |          | |        |  |  |
| 28.10.1951 | G    |          | Paul Burgdorfer, Dewet Buri, Markus Feldmann, Hans Gfeller, Hans Hofer, Hans Kästli, Georges Luterbacher, Werner Meister, Paul Rufener, Hans Tschumi, Hans Weber | BGB    |  |  |
| 28.10.1951 | G    |          | Walter Egger, Ernest Josi, Paul Kunz, Hans Gottfried Müller, Arnold Seematter, Ernst Studer | FDP    |  |  |
| 28.10.1951 | G    |          | Jean Gressot, Étienne Philippe | KVP    |  |  |
| 28.10.1951 | G    |          | Gottlieb Duttweiler, Gustav Morf | LdU    |  |  |
| 28.10.1951 | G    |          | Ernst Aebersold, Robert Bratschi, Eduard Freimüller, Robert Grimm, Fritz Grütter, Hermann Kurz, Fritz Meyer, Hans Roth, Fritz Schmidlin, Arthur Steiner, Walter Stünzi, Max Weber                                                                                           | SP     |  |  |
|            |      |          | |        |  |  |
| 28.01.1952 | N    |          | Karl Geissbühler | SP     |  |  |
| 28.01.1952 | N    |          | Hans Stähli | BGB    |  |  |
|            |      |          | |        |  |  |
| 01.06.1953 | N    |          | Alfred Grütter | LdU    |  |  |
|            |      |          | |        |  |  |
| 14.09.1953 | N    |          | Rudolf Gnägi | BGB    |  |  |
|            |      |          | |        |  |  |
| 21.06.1954 | N    |          | Christian Rubi | SP     |  |  |
|            |      |          | |        |  |  |
| 06.12.1954 | N    |          | Robert Bauder | FDP    |  |  |
|            |      |          | |        |  |  |
| 30.10.1955 | G    |          | Paul Burgdorfer, Dewet Buri, Rudolf Etter, Hans Gfeller, Rudolf Gnägi, Hans Kästli, Werner Meister, Paul Rufener, Hans Tschanz, Hans Tschumi, Hans Weber | BGB    |  |  |
| 30.10.1955 | G    |          | Emil Baumgartner, Ernest Josi, Hans Gottfried Müller, Georg Rutishauser, Ernst Studer, Walo von Greyerz | FDP    |  |  |
| 30.10.1955 | G    |          | Étienne Philippe, Rainer Weibel | KVP    |  |  |
| 30.10.1955 | G    |          | Gottlieb Duttweiler | LdU    |  |  |
| 30.10.1955 | G    |          | Ernst Aebersold, Robert Bratschi, Samuel Brawand, Hans Düby, Eduard Freimüller, Karl Geissbühler, Fritz Giovanoli, Émile Giroud, Fritz Grütter, Christian Rubi, Arthur Steiner, Walter Stünzi, Max Weber                                                                    | SP     |  |  |
|            |      |          | |        |  |  |
| 24.09.1956 | N    |          | Jean Gressot | KVP    |  |  |
|            |      |          | |        |  |  |
| 02.12.1957 | N    |          | Fritz Geissbühler | BGB    |  |  |
|            |      |          | |        |  |  |
| 22.09.1958 | N    |          | Erwin Schneider | SP     |  |  |
|            |      |          | |        |  |  |
| 25.10.1959 | G    |          | Otto Bienz, Paul Burgdorfer, Rudolf Etter, Erwin Freiburghaus, Henri Geiser, Fritz Geissbühler, Hans Gfeller, Rudolf Gnägi, Hans Tschanz, Hans Tschumi, Hans Weber | BGB    |  |  |
| 25.10.1959 | G    |          | Emil Baumgartner, Simon Kohler, Hans Gottfried Müller, Georg Rutishauser, Ernst Studer, Walo von Greyerz | FDP    |  |  |
| 25.10.1959 | G    |          | Rainer Weibel, Jean Wilhelm | KCV    |  |  |
| 25.10.1959 | G    |          | Jakob Bächtold, Gottlieb Duttweiler | LdU    |  |  |
| 25.10.1959 | G    |          | Robert Bratschi, Samuel Brawand, Hans Düby, Eduard Freimüller, Karl Geissbühler, Fritz Giovanoli, Émile Giroud, Fritz Grütter, Walter König, Erwin Schneider, Max Weber, Ernst Wüthrich                                                                                     | SP     |  |  |
|            |      |          | |        |  |  |
| 19.09.1960 | N    |          | Hans Burren | BGB    |  |  |
|            |      |          | |        |  |  |
| 04.06.1962 | N    |          | Emil Schaffer | SP     |  |  |
|            |      |          | |        |  |  |
| 17.09.1962 | N    |          | Casimir Huber | LdU    |  |  |
|            |      |          | |        |  |  |
| 27.10.1963 | G    |          | Otto Bienz, Paul Burgdorfer, Rudolf Etter, Erwin Freiburghaus, Henri Geiser, Fritz Geissbühler, Rudolf Gnägi, Walther Hofer, Hans Tschanz, Hans Tschumi, Hans Weber | BGB    |  |  |
| 27.10.1963 | G    |          | Emil Baumgartner, Fritz Blatti, Simon Kohler, Walo von Greyerz, Erich Weisskopf, Otto Wenger | FDP    |  |  |
| 27.10.1963 | G    |          | Rainer Weibel, Jean Wilhelm | KCV    |  |  |
| 27.10.1963 | G    |          | Jakob Bächtold, Casimir Huber | LdU    |  |  |
| 27.10.1963 | G    |          | André Auroi, Robert Bratschi, Samuel Brawand, Hans Düby, Karl Geissbühler, Fritz Grütter, Walter König, Richard Müller, Emil Schaffer, Reynold Tschäppät, Max Weber, Ernst Wüthrich                                                                                         | SP     |  |  |
|            |      |          | |        |  |  |
| 29.11.1965 | N    |          | Ernst Jaggi | SP     |  |  |
|            |      |          | |        |  |  |
| 07.03.1966 | N    |          | Armin Haller | BGB    |  |  |
|            |      |          | |        |  |  |
| 19.09.1966 | N    |          | Fritz Marthaler | BGB    |  |  |
|            |      |          | |        |  |  |
| 29.10.1967 | G    |          | Walter Augsburger, Rudolf Etter, Erwin Freiburghaus, Henri Geiser, Armin Haller, Walther Hofer, Fritz Marthaler, Hans Tschanz, Hans Tschumi, Hans Weber | BGB    |  |  |
| 29.10.1967 | G    |          | Paul Aebischer | EVP    |  |  |
| 29.10.1967 | G    |          | Fritz Blatti, Otto Fischer, Karl Glatthard, Simon Kohler, Erich Weisskopf, Otto Wenger | FDP    |  |  |
| 29.10.1967 | G    |          | Walter Rohner, Jean Wilhelm | KCV    |  |  |
| 29.10.1967 | G    |          | Jakob Bächtold, Casimir Huber | LdU    |  |  |
| 29.10.1967 | G    |          | Ernst Bircher, Adolf Blaser, Heinz Bratschi, Hans Düby, Fritz Grütter, Ernst Jaggi, Richard Müller, Fred Rubi, Emil Schaffer, Reynold Tschäppät, Max Weber, Ernst Wüthrich                                                                                                  | SP     |  |  |
|            |      |          | |        |  |  |
| 22.09.1969 | N    |          | Otto Locher | BGB    |  |  |
|            |      |          | |        |  |  |
| 01.06.1970 | N    |          | Erwin Schneider | SP     |  |  |
|            |      |          | |        |  |  |
| 31.10.1971 | G    |          | Jean Wilhelm | CVP    |  |  |
| 31.10.1971 | G    |          | Otto Zwygart sr. | EVP    |  |  |
| 31.10.1971 | G    |          | Fritz Blatti, Otto Fischer, Raoul Kohler, Simon Kohler, Gerhart Schürch | FDP    |  |  |
| 31.10.1971 | G    |          | Jakob Bächtold, Friedrich Salzmann | LdU    |  |  |
| 31.10.1971 | G    |          | Valentin Oehen | NA     |  |  |
| 31.10.1971 | G    |          | Eduard von Waldkirch | RB     |  |  |
| 31.10.1971 | G    |          | Ernst Bircher, Heinz Bratschi, Hans Düby, Pierre Gassmann, Richard Müller, Fred Rubi, Emil Schaffer, Reynold Tschäppät, Arthur Villard, Ernst Wüthrich | SP     |  |  |
| 31.10.1971 | G    |          | Walter Augsburger, Rudolf Etter, Erwin Freiburghaus, Paul Gehler, Walther Hofer, Fritz Hofmann, Fritz Marthaler, Heinrich Schnyder, Hans Tschumi, Hans Ueltschi | SVP    |  |  |
| 31.10.1971 | G    |          | |        |  |  |
| 28.02.1972 | N    |          | Bernhard König | RB     |  |  |
|            |      |          | |        |  |  |
| 26.10.1975 | G    |          | Jean Wilhelm | CVP    |  |  |
| 26.10.1975 | G    |          | Otto Zwygart sr. | EVP    |  |  |
| 26.10.1975 | G    |          | Ulrich Ammann, Otto Fischer, Raoul Kohler, Urs Kunz, Gerhart Schürch, Roland Stähli | FDP    |  |  |
| 26.10.1975 | G    |          | Friedrich Salzmann | LdU    |  |  |
| 26.10.1975 | G    |          | Valentin Oehen | NA     |  |  |
| 26.10.1975 | G    |          | Andreas Blum, Heinz Bratschi, Ernst Eggenberg, Pierre Gassmann, Francis Loetscher, Werner Meier, Richard Müller, Fred Rubi, Emil Schaffer, Reynold Tschäppät, Arthur Villard                                                                                                | SP     |  |  |
| 26.10.1975 | G    |          | Walter Augsburger, Rudolf Etter, Erwin Freiburghaus, Paul Gehler, Walther Hofer, Fritz Hofmann, Fritz Marthaler, Heinrich Schnyder, Hans Tschumi, Hans Ueltschi | SVP    |  |  |
|            |      |          | |        |  |  |
| 02.05.1977 | N    |          | Fritz Räz | SVP    |  |  |
|            |      |          | |        |  |  |
| 18.09.1978 | N    |          | Jakob Bächtold | LdU    |  |  |
|            |      |          | |        |  |  |
| 21.10.1979 | G    |          | Otto Zwygart sr. | EVP    |  |  |
| 21.10.1979 | G    |          | Ulrich Ammann, Geneviève Aubry, Otto Fischer, Marc-André Houmard, Raoul Kohler, Urs Kunz | FDP    |  |  |
| 21.10.1979 | G    |          | Paul Günter | LdU    |  |  |
| 21.10.1979 | G    |          | Valentin Oehen | NA     |  |  |
| 21.10.1979 | G    |          | Richard Bäumlin, Heinz Bratschi, Jean-Claude Crevoisier, Ernst Eggenberg, Francis Loetscher, Werner Meier, Richard Müller, Alfred Neukomm, Fritz Reimann, Fred Rubi | SP     |  |  |
| 21.10.1979 | G    |          | Walter Augsburger, Jean-Paul Gehler, Gottlieb Geissbühler, Fritz Hari, Fritz Hofmann, Werner Martignoni, Bernhard Müller, Adolf Ogi, Fritz Räz, Heinrich Schnyder | SVP    |  |  |
|            |      |          | |        |  |  |
| 23.10.1983 | G    |          | Otto Zwygart jr. | EVP    |  |  |
| 23.10.1983 | G    |          | Ulrich Ammann, Geneviève Aubry, Jean-Pierre Bonny, Marc-André Houmard, Raoul Kohler | FDP    |  |  |
| 23.10.1983 | G    |          | Leni Robert | FL     |  |  |
| 23.10.1983 | G    |          | Paul Günter | LdU    |  |  |
| 23.10.1983 | G    |          | Valentin Oehen, Markus Ruf | NA     |  |  |
| 23.10.1983 | G    |          | Barbara Gurtner | POCH   |  |  |
| 23.10.1983 | G    |          | Richard Bäumlin, Heinz Bratschi, Jean Clivaz, Ernst Eggenberg, Hermann Fehr, Kurt Meyer, Alfred Neukomm, Fritz Reimann, Fred Rubi | SP     |  |  |
| 23.10.1983 | G    |          | Jean-Paul Gehler, Gottlieb Geissbühler, Fritz Hari, Fritz Hofmann, Werner Martignoni, Bernhard Müller, Adolf Ogi, Peter Sager, Heinrich Schnyder | SVP    |  |  |
|            |      |          | |        |  |  |
| 18.10.1987 | G    |          | Jürg Scherrer | AP     |  |  |
| 18.10.1987 | G    |          | Franz Dietrich | CVP    |  |  |
| 18.10.1987 | G    |          | Otto Zwygart jr. | EVP    |  |  |
| 18.10.1987 | G    |          | Geneviève Aubry, Jean-Pierre Bonny, Marc-André Houmard, Raoul Kohler, François Loeb | FDP    |  |  |
| 18.10.1987 | G    |          | Rosmarie Bär, Lukas Fierz, Rudolf Hafner | FL     |  |  |
| 18.10.1987 | G    |          | Paul Günter | LdU    |  |  |
| 18.10.1987 | G    |          | Markus Ruf | NA     |  |  |
| 18.10.1987 | G    |          | Richard Bäumlin, Ursula Bäumlin, Ernst Eggenberg, Hermann Fehr, Gret Haller, Alfred Neukomm, Fritz Reimann | SP     |  |  |
| 18.10.1987 | G    |          | Fritz Hari, Paul Luder, Adolf Ogi, Albrecht Rychen, Peter Sager, Heinz Schwab, Hanspeter Seiler, William Wyss, Elisabeth Zölch | SVP    |  |  |
|            |      |          | |        |  |  |
| 29.02.1988 | N    |          | Susanna Daepp-Heiniger | SVP    |  |  |
|            |      |          | |        |  |  |
| 27.11.1989 | N    |          | Peter Vollmer | SP     |  |  |
|            |      |          | |        |  |  |
| 05.06.1990 | N    |          | Georges Eggenberger | SP     |  |  |
|            |      |          | |        |  |  |
| 20.10.1991 | G    |          | Jean-Claude Zwahlen | AJU    |  |  |
| 20.10.1991 | G    |          | Werner Scherrer | EDU    |  |  |
| 20.10.1991 | G    |          | Otto Zwygart jr. | EVP    |  |  |
| 20.10.1991 | G    |          | Geneviève Aubry, Jean-Pierre Bonny, François Loeb, Marc F. Suter | FDP    |  |  |
| 20.10.1991 | G    |          | Peter Jenni, Jürg Scherrer | FPS    |  |  |
| 20.10.1991 | G    |          | Rosmarie Bär, Ruedi Baumann, Rudolf Hafner, Leni Robert | FL     |  |  |
| 20.10.1991 | G    |          | Markus Ruf, Fritz Stalder | SD     |  |  |
| 20.10.1991 | G    |          | Richard Bäumlin, Georges Eggenberger, Gret Haller, Rudolf Strahm, Alexander Tschäppät, Peter Vollmer | SP     |  |  |
| 20.10.1991 | G    |          | Susanna Daepp-Heiniger, Fritz Hari, Paul Luder, Albrecht Rychen, Walter Schmied, Heinz Schwab, Hanspeter Seiler, Elisabeth Zölch | SVP    |  |  |
|            |      |          | |        |  |  |
| 30.11.1992 | N    |          | William Wyss | SVP    |  |  |
|            |      |          | |        |  |  |
| 01.06.1994 | N    |          | Hermann Weyeneth | SVP    |  |  |
|            |      |          | |        |  |  |
| 19.09.1994 | N    |          | Samuel Schmid | SVP    |  |  |
|            |      |          | |        |  |  |
| 28.11.1994 | N    |          | Simon Schenk | SVP    |  |  |
|            |      |          | |        |  |  |
| 05.12.1994 | N    |          | Stephanie Baumann | SP     |  |  |
|            |      |          | |        |  |  |
| 12.12.1994 | N    |          | Verena Singeisen | GFL    |  |  |
|            |      |          | |        |  |  |
| 22.10.1995 | G    |          | Norbert Hochreutener | CVP    |  |  |
| 22.10.1995 | G    |          | Werner Scherrer | EDU    |  |  |
| 22.10.1995 | G    |          | Otto Zwygart jr. | EVP    |  |  |
| 22.10.1995 | G    |          | Käthi Bangerter, Jean-Pierre Bonny, François Loeb, Marc F. Suter | FDP    |  |  |
| 22.10.1995 | G    |          | Jürg Scherrer | FPS    |  |  |
| 22.10.1995 | G    |          | Franziska Teuscher | GB     |  |  |
| 22.10.1995 | G    |          | Ruedi Baumann | GFL    |  |  |
| 22.10.1995 | G    |          | Markus Ruf | SD     |  |  |
| 22.10.1995 | G    |          | Stephanie Baumann, Richard Bäumlin, Paul Günter, Rudolf Strahm, Alexander Tschäppät, Ruth-Gaby Vermot-Mangold, Peter Vollmer, Hansueli von Allmen | SP     |  |  |
| 22.10.1995 | G    |          | Fritz Abraham Oehrli, Albrecht Rychen, Simon Schenk, Samuel Schmid, Walter Schmied, Hanspeter Seiler, Hermann Weyeneth, William Wyss | SVP    |  |  |
|            |      |          | |        |  |  |
| 02.06.1997 | N    |          | Christian Waber | EDU    |  |  |
|            |      |          | |        |  |  |
| 16.12.1998 | N    |          | Barbara Geiser | SP     |  |  |
|            |      |          | |        |  |  |
| 24.10.1999 | G    |          | Remo Galli | CVP    |  |  |
| 24.10.1999 | G    |          | Christian Waber | EDU    |  |  |
| 24.10.1999 | G    |          | Otto Zwygart jr. | EVP    |  |  |
| 24.10.1999 | G    |          | Käthi Bangerter, Johann Schneider-Ammann, Marc F. Suter, Pierre Triponez, Kurt Wasserfallen | FDP    |  |  |
| 24.10.1999 | G    |          | Ruedi Baumann, Franziska Teuscher | Grüne  |  |  |
| 24.10.1999 | G    |          | Bernhard Hess | SD     |  |  |
| 24.10.1999 | G    |          | Stephanie Baumann, Paul Günter, Simonetta Sommaruga, Rudolf Strahm, Alexander Tschäppät, Ruth-Gaby Vermot-Mangold, Peter Vollmer, Ursula Wyss | SP     |  |  |
| 24.10.1999 | G    |          | Ursula Haller, Rudolf Joder, Fritz Abraham Oehrli, Simon Schenk, Walter Schmied, Hanspeter Seiler, Hansruedi Wandfluh, Hermann Weyeneth | SVP    |  |  |
|            |      |          | |        |  |  |
| 18.09.2000 | N    |          | Walter Donzé | EVP    |  |  |
|            |      |          | |        |  |  |
| 19.10.2003 | G    |          | Norbert Hochreutener | CVP    |  |  |
| 19.10.2003 | G    |          | Christian Waber | EDU    |  |  |
| 19.10.2003 | G    |          | Walter Donzé | EVP    |  |  |
| 19.10.2003 | G    |          | Christa Markwalder, Johann Schneider-Ammann, Pierre Triponez, Kurt Wasserfallen | FDP    |  |  |
| 19.10.2003 | G    |          | Therese Frösch, Franziska Teuscher | Grüne  |  |  |
| 19.10.2003 | G    |          | Bernhard Hess | SD     |  |  |
| 19.10.2003 | G    |          | Evi Allemann, André Daguet, Paul Günter, Margret Kiener Nellen, Rudolf Strahm, Ruth-Gaby Vermot-Mangold, Peter Vollmer, Ursula Wyss | SP     |  |  |
| 19.10.2003 | G    |          | Adrian Amstutz, Ursula Haller, Rudolf Joder, Fritz Abraham Oehrli, Simon Schenk, Walter Schmied, Hansruedi Wandfluh, Hermann Weyeneth | SVP    |  |  |
|            |      |          | |        |  |  |
| 20.09.2004 | N    |          | Hans Stöckli | SP     |  |  |
|            |      |          | |        |  |  |
| 05.03.2007 | N    |          | Marc F. Suter | FDP    |  |  |
|            |      |          | |        |  |  |
| 21.10.2007 | G    |          | Norbert Hochreutener | CVP    |  |  |
| 21.10.2007 | G    |          | Christian Waber | EDU    |  |  |
| 21.10.2007 | G    |          | Walter Donzé | EVP    |  |  |
| 21.10.2007 | G    |          | Christa Markwalder, Johann Schneider-Ammann, Pierre Triponez, Christian Wasserfallen | FDP    |  |  |
| 21.10.2007 | G    |          | Therese Frösch, Franziska Teuscher, Alec von Graffenried | Grüne  |  |  |
| 21.10.2007 | G    |          | Evi Allemann, André Daguet, Margret Kiener Nellen, Ricardo Lumengo, Hans Stöckli, Ursula Wyss | SP     |  |  |
| 21.10.2007 | G    |          | Andreas Aebi, Adrian Amstutz, Andrea Geissbühler, Jean-Pierre Graber, Hans Grunder, Ursula Haller, Rudolf Joder, Simon Schenk, Erich von Siebenthal, Hansruedi Wandfluh | SVP    |  |  |
|            |      |          | |        |  |  |
| 07.09.2009 | N    |          | Andreas Brönnimann | EDU    |  |  |
|            |      |          | |        |  |  |
| 13.09.2010 | N    |          | Marianne Streiff | EVP    |  |  |
|            |      |          | |        |  |  |
| 29.11.2010 | N    |          | Peter Flück | FDP    |  |  |
|            |      |          | |        |  |  |
| 30.05.2011 | N    |          | Thomas Fuchs | SVP    |  |  |
|            |      |          | |        |  |  |
| 23.10.2011 | G    |          | Urs Gasche, Hans Grunder, Ursula Haller, Lorenz Hess | BDP    |  |  |
| 23.10.2011 | G    |          | Marianne Streiff | EVP    |  |  |
| 23.10.2011 | G    |          | Christa Markwalder, Christian Wasserfallen | FDP    |  |  |
| 23.10.2011 | G    |          | Kathrin Bertschy, Jürg Grossen | glp    |  |  |
| 23.10.2011 | G    |          | Regula Rytz, Franziska Teuscher, Alec von Graffenried | Grüne  |  |  |
| 23.10.2011 | G    |          | Matthias Aebischer, Evi Allemann, Margret Kiener Nellen, Corrado Pardini, Alexander Tschäppät, Ursula Wyss | SP     |  |  |
| 23.10.2011 | G    |          | Andreas Aebi, Adrian Amstutz, Andrea Geissbühler, Rudolf Joder, Nadja Pieren, Albert Rösti, Erich von Siebenthal, Hansruedi Wandfluh | SVP    |  |  |
|            |      |          | |        |  |  |
| 04.03.2013 | N    |          | Nadine Masshardt | SP     |  |  |
| 04.03.2013 | N    |          | Aline Trede | Grüne  |  |  |
|            |      |          | |        |  |  |
| 23.11.2014 | N    |          | Heinz Siegenthaler | BDP    |  |  |
|            |      |          | |        |  |  |
| 02.03.2015 | N    |          | Jean-Pierre Graber | SVP    |  |  |
|            |      |          | |        |  |  |
| 08.06.2015 | N    |          | Christine Häsler | Grüne  |  |  |
|            |      |          | |        |  |  |
| 18.10.2015 | G    |          | Urs Gasche, Hans Grunder, Lorenz Hess | BDP    |  |  |
| 18.10.2015 | G    |          | Marianne Streiff | EVP    |  |  |
| 18.10.2015 | G    |          | Christa Markwalder, Christian Wasserfallen | FDP    |  |  |
| 18.10.2015 | G    |          | Kathrin Bertschy, Jürg Grossen | glp    |  |  |
| 18.10.2015 | G    |          | Christine Häsler, Regula Rytz | Grüne  |  |  |
| 18.10.2015 | G    |          | Matthias Aebischer, Evi Allemann, Margret Kiener Nellen, Nadine Masshardt, Corrado Pardini, Alexander Tschäppät | SP     |  |  |
| 18.10.2015 | G    |          | Andreas Aebi, Adrian Amstutz, Manfred Bühler, Andrea Geissbühler, Erich Hess, Nadja Pieren, Albert Rösti, Werner Salzmann, Erich von Siebenthal | SVP    |  |  |
|            |      |          | |        |  |  |
| 11.09.2017 | N    |          | Heinz Siegenthaler | BDP    |  |  |
|            |      |          | |        |  |  |
| 29.05.2018 | N    |          | Flavia Wasserfallen, Adrian Wüthrich | SP     |  |  |
| 29.05.2018 | N    |          | Aline Trede | Grüne  |  |  |
|            |      |          | |        |  |  |
| 20.10.2019 | G    |          | Lorenz Hess, Heinz Siegenthaler | BDP    |  |  |
| 20.10.2019 | G    |          | Andreas Gafner | EDU    |  |  |
| 20.10.2019 | G    |          | Marianne Streiff | EVP    |  |  |
| 20.10.2019 | G    |          | Christa Markwalder, Christian Wasserfallen | FDP    |  |  |
| 20.10.2019 | G    |          | Kathrin Bertschy, Jürg Grossen, Melanie Mettler | glp    |  |  |
| 20.10.2019 | G    |          | Christine Badertscher, Kilian Baumann, Regula Rytz, Aline Trede | Grüne  |  |  |
| 20.10.2019 | G    |          | Matthias Aebischer, Tamara Funiciello, Nadine Masshardt, Flavia Wasserfallen | SP     |  |  |
| 20.10.2019 | G    |          | Andreas Aebi, Andrea Geissbühler, Lars Guggisberg, Erich Hess, Nadja Pieren, Albert Rösti, Erich von Siebenthal | SVP    |  |  |
|            |      |          | |        |  |  |
| 10.05.2022 | N    |          | Natalie Imboden | Grüne  |  |  |
|            |      |          | |        |  |  |
| 28.11.2022 | N    |          | Marc Jost | EVP    |  |  |
|            |      |          | |        |  |  |
| 27.02.2023 | N    |          | Manfred Bühler | SVP    |  |  |
|            |      |          | |        |  |  |
| 22.10.2023 | G    |          | Andreas Gafner | EDU    |  |  |
| 22.10.2023 | G    |          | Marc Jost | EVP    |  |  |
| 22.10.2023 | G    |          | Christian Wasserfallen | FDP    |  |  |
| 22.10.2023 | G    |          | Kathrin Bertschy, Jürg Grossen, Melanie Mettler | glp    |  |  |
| 22.10.2023 | G    |          | Christine Badertscher, Kilian Baumann, Aline Trede | Grüne  |  |  |
| 22.10.2023 | G    |          | Lorenz Hess, Reto Nause | Mitte  |  |  |
| 22.10.2023 | G    |          | Matthias Aebischer, Tamara Funiciello, Nadine Masshardt, Ursula Zybach, Andrea Zryd | SP     |  |  |
| 22.10.2023 | G    |          | Manfred Bühler, Lars Guggisberg, Erich Hess, Thomas Knutti, Nadja Pieren, Hans Jörg Rüegsegger, Katja Riem, Ernst Wandfluh | SVP    |  |  |

## Wähleranteile
Nachfolgend findet sich eine Übersicht über die Wähleranteile der verschiedenen Parteien und Listen seit Einführung des Proporzwahlrechts im Jahr 1919. Wenn Parteien fusioniert haben, sind für die Zeit vor der Fusion die Ergebnisse der einzelnen Vorgängergruppierungen angegeben, aber – soweit sinnvoll – auch die zusammengezählten Werte in kursiv, um so historische Vergleiche zu ermöglichen. Zu beachten ist, dass der Kanton Bern bis 1979 auch den heutigen Kanton Jura und bis 1994 das Laufental umfasste.
| Jahr | BGB/SVP | SP     | FDP    | Grüne 1 | (G)FL | GB, PO, S 3 | DA/GaP | glp    | Mitte 3 | BDP    | K./CS/CVP | EVP   | EDU   | KP, PdA | NA/SD | AP/FPS | Jura 4 | LdU   | FWB/LSP | JB     | Weitere                                                                          | Jahr |
| ---- | ------- | ------ | ------ | ------- | ----- | ----------- | ------ | ------ | ------- | ------ | --------- | ----- | ----- | ------- | ----- | ------ | ------ | ----- | ------- | ------ | -------------------------------------------------------------------------------- | ---- |
| 1919 | 46,3 %  | 27,7 % | 15,8 % |         |       |             |        |        |         |        | 5,7 %     | 1,2 % |       |         |       |        |        |       |         |        | Grütli 3,3 %                                                                     | 1919 |
| 1922 | 46,0 %  | 28,2 % | 16,6 % |         |       |             |        |        |         |        | 6,0 %     |       |       | 0,3 %   |       |        |        |       | 0,9 %   |        | Grütli 2,0 %                                                                     | 1922 |
| 1925 | 40,1 %  | 33,4 % | 18,8 % |         |       |             |        |        |         |        | 6,4 %     |       |       | 0,2 %   |       |        |        |       | 1,0 %   |        |                                                                                  | 1925 |
| 1928 | 42,6 %  | 33,2 % | 17,7 % |         |       |             |        |        |         |        | 6,3 %     |       |       | 0,2 %   |       |        |        |       |         |        |                                                                                  | 1928 |
| 1931 | 43,3 %  | 33,7 % | 17,0 % |         |       |             |        |        |         |        | 5,8 %     |       |       | 0,2 %   |       |        |        |       |         |        |                                                                                  | 1931 |
| 1935 | 30,0 %  | 33,9 % | 13,6 % |         |       |             |        |        |         |        | 5,3 %     |       |       |         |       |        |        | 2,9 % | 2,5 %   | 10,1 % | Fronten (NF/HW) 1,6 %                                                            | 1935 |
| 1939 | 31,6 %  | 30,1 % | 15,0 % |         |       |             |        |        |         |        | 6,0 %     |       |       | 0,6 %   |       |        |        | 3,8 % | 2,7 %   | 10,2 % |                                                                                  | 1939 |
| 1943 | 31,3 %  | 36,7 % | 15,2 % |         |       |             |        |        |         |        | 5,9 %     |       |       |         |       |        |        | 2,2 % | 2,2 %   | 6,5 %  |                                                                                  | 1943 |
| 1947 | 34,3 %  | 40,5 % | 17,4 % |         |       |             |        |        |         |        | 6,2 %     |       |       | 1,6 %   |       |        |        |       |         |        |                                                                                  | 1947 |
| 1951 | 34,5 %  | 36,4 % | 17,3 % |         |       |             |        |        |         |        | 6,0 %     |       |       |         |       |        |        | 4,1 % | 1,7 %   |        |                                                                                  | 1951 |
| 1955 | 33,8 %  | 37,6 % | 17,0 % |         |       |             |        |        |         |        | 6,7 %     |       |       |         |       |        |        | 4,9 % |         |        |                                                                                  | 1955 |
| 1959 | 33,4 %  | 35,6 % | 17,0 % |         |       |             |        |        |         |        | 7,1 %     |       |       |         |       |        |        | 5,5 % |         |        | Christl. Bürger 1,2 %                                                            | 1959 |
| 1963 | 32,2 %  | 36,1 % | 17,6 % |         |       |             |        |        |         |        | 6,6 %     | 1,9 % |       |         |       |        |        | 4,0 % |         |        | Parteil. Christen 1,5 %                                                          | 1963 |
| 1967 | 30,9 %  | 34,4 % | 17,4 % |         |       |             |        |        |         |        | 6,3 %     | 2,8 % |       |         |       |        | 0,6 %  | 7,4 % |         |        |                                                                                  | 1967 |
| 1971 | 29,3 %  | 31,0 % | 17,2 % |         |       |             |        |        |         |        | 5,4 %     | 4,1 % |       |         | 3,7 % |        | 0,9 %  | 6,3 % |         |        | REP 2,1 %, Diverse 0,1 %                                                         | 1971 |
| 1975 | 27,1 %  | 31,0 % | 17,6 % | 0,6 %   |       | 0,6 %       |        |        |         |        | 5,3 %     | 3,5 % | 1,1 % | 0,6 %   | 3,4 % |        | 2,7 %  | 4,7 % |         |        | REP 2,4 %                                                                        | 1975 |
| 1979 | 31,5 %  | 30,5 % | 18,0 % | 2,7 %   |       | 1,6 %       | 1,1 %  |        |         |        | 2,5 %     | 3,4 % | 1,2 % | 0,3 %   | 3,6 % |        | 2,8 %  | 3,1 % |         |        | REP 0,2 %, Diverse 0,4 %                                                         | 1979 |
| 1983 | 29,0 %  | 28,3 % | 15,1 % | 8,8 %   | 4,7 % | 2,6 %       | 1,6 %  |        |         |        | 2,1 %     | 3,3 % | 1,8 % |         | 6,0 % |        | 2,2 %  | 3,2 % |         |        | Diverse 0,2 %                                                                    | 1983 |
| 1987 | 27,8 %  | 22,3 % | 16,1 % | 11,8 %  | 7,2 % | 2,6 %       | 2,1 %  |        |         |        | 3,3 %     | 3,4 % | 2,7 % |         | 3,2 % | 3,2 %  |        | 3,6 % |         |        | OeFP 1,4 %, IG Gewerbe 0,6 %, Diverse 0,6 %                                      | 1987 |
| 1991 | 26,3 %  | 20,0 % | 13,7 % | 11,9 %  | 8,0 % | 2,0 %       | 1,9 %  |        |         |        | 2,6 %     | 3,3 % | 3,4 % | 0,2 %   | 6,0 % | 6,8 %  | 1,7 %  | 2,9 % |         |        | Diverse 1,3 %                                                                    | 1991 |
| 1995 | 26,0 %  | 24,7 % | 15,6 % | 8,3 %   | 5,0 % | 2,5 %       | 0,8 %  |        |         |        | 1,9 %     | 3,8 % | 4,2 % |         | 5,5 % | 5,9 %  | 1,5 %  | 1,9 % |         |        | Diverse 0,8 %                                                                    | 1995 |
| 1999 | 28,6 %  | 27,6 % | 17,2 % | 7,5 %   |       |             |        |        |         |        | 2,4 %     | 4,0 % | 4,0 % |         | 3,7 % | 2,7 %  |        | 0,8 % |         |        | Neutralität 1,2 %, Diverse 0,4 %                                                 | 1999 |
| 2003 | 29,6 %  | 28,0 % | 14,8 % | 9,3 %   |       |             |        |        |         |        | 2,3 %     | 5,1 % | 4,1 % |         | 2,7 % | 1,1 %  | 1,9 %  |       |         |        | PIG 0,9 %, Diverse 0,2 %                                                         | 2003 |
| 2007 | 33,6 %  | 21,2 % | 15,1 % | 12,9 %  |       |             | 0,9 %  |        |         |        | 4,7 %     | 5,4 % | 3,6 % |         | 1,5 % | 0,6 %  |        |       |         |        | PIG 0,8 %, Diverse 0,5 %                                                         | 2007 |
| 2011 | 29,0 %  | 19,3 % | 8,7 %  | 9,4 %   |       |             | 0,4 %  | 5,3 %  | 17,0 %  | 14,9 % | 2,1 %     | 4,2 % | 3,1 % | 0,3 %   | 0,6 % |        | 0,2 %  |       |         |        | Piraten 0,7 %, AL 0,5 %, Diverse 1,8 %                                           | 2011 |
| 2015 | 33,1 %  | 19,7 % | 9,3 %  | 8,5 %   |       |             |        | 6,0 %  | 13,6 %  | 11,8 % | 1,8 %     | 4,3 % | 2,8 % | 0,5 %   | 0,4 % |        |        |       |         |        | Piraten 0,9 %, Diverse 0,7 %                                                     | 2015 |
| 2019 | 30,0 %  | 16,8 % | 8,4 %  | 13,6 %  |       |             |        | 9,7 %  | 9,9 %   | 8,0 %  | 1,9 %     | 4,2 % | 2,8 % | 0,6 %   | 0,4 % |        |        |       |         |        | Piraten 0,7 %, A. Capaul 0,7 %, JA! 0,6 %, Diverse 0,9 %                         | 2019 |
| 2023 | 30,9 %  | 20,7 % | 7,5 %  | 10,8 %  |       |             |        | 10,5 % | 8,1 %   |        |           | 4,3 % | 3,9 % |         | 0,3 % |        |        |       |         |        | Aufrecht 1,0 %, Piraten 0,8 %, M. Amstutz 0,6 %, Mass-Voll! 0,5 %, Diverse 0,1 % | 2023 |